# Корио
Корио (итал. Corio) — коммуна в Италии, располагается в регионе Пьемонт, в провинции Турин.
Население составляет 3163 человека (2008 г.), плотность населения составляет 77 чел./км². Занимает площадь 41 км². Почтовый индекс — 10070. Телефонный код — 011.
Покровителями коммуны почитаются святые святая Анна, празднование в последнее воскресение июля, и святой Гиацинт.

## Демография
Динамика населения:

## Администрация коммуны
- Официальный сайт: http://lnx.comune.corio.to.it/